# Jeffrey Gedmin

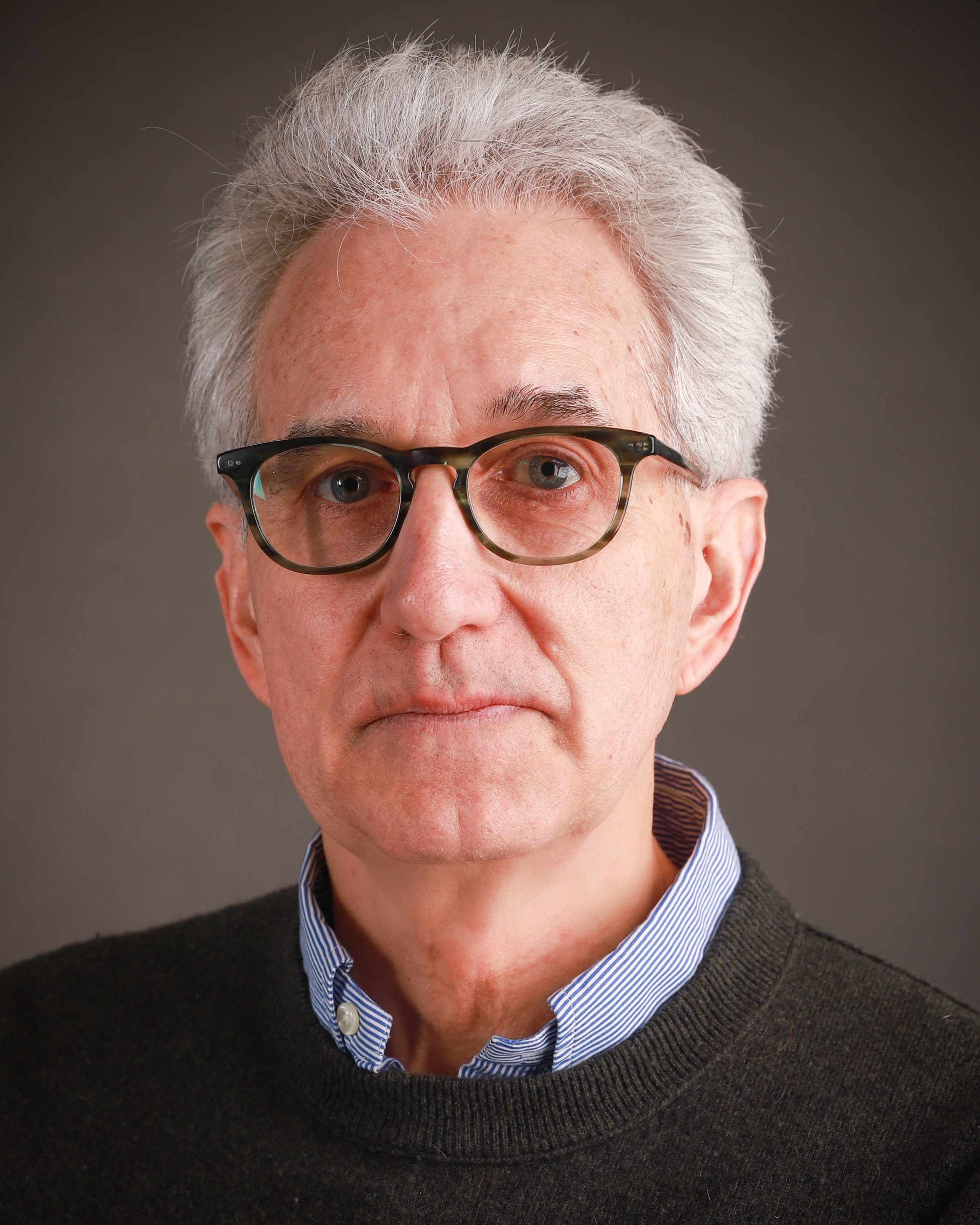
Jeffrey Gedmin, 2024

Jeffrey Gedmin (* 13. Mai 1958 in Washington, D.C.) ist ein US-amerikanischer Politologe und Geschäftsführer des Legatum Institute. Er war von 2001 bis 2007 Direktor des deutschen Ablegers des Aspen-Instituts, das sich in Berlin auf der Wannseeinsel Schwanenwerder befindet, sowie Beiratsmitglied der Deutschen Bank. Von 2007 bis Anfang 2011 war Gedmin Direktor von Radio Free Europe/Radio Liberty.
Gedmin war und ist Dauergast bei Gesprächsrunden im deutschen Fernsehen und Interviewpartner für Wochenmagazine wie z. B. den Focus. Laut Michael Stürmer bemühe er sich dabei, „die Brücke zum radikal veränderten amerikanischen politischen Denken zu spannen“.
Die Karriere von Jeff Gedmin begann durch Kontakte zum State Department, wo er als Chorleiter arbeitete. Seine musikalische Ausbildung führte ihn nach Salzburg und in die DDR. Bei Reisen Ende der 1970er Jahre und mehreren monatelangen Aufenthalten in den 1980er Jahren in der DDR begann er sich zunehmend für Politik und speziell für osteuropäische Länder zu interessieren. Anfangs ein eher linker Student mit den Nebenfächern deutsche Sprache und Literatur entwickelte er zunehmend Standpunkte, mit denen er heute den sogenannten Neocons nahesteht. So wandelte er sich vom Musik-Studenten (Hauptfach Klavier) zum politischen Publizisten. Während er als High-School-Lehrer arbeitete, promovierte er parallel an der Georgetown University. Anschließend war er mehrere Jahre im American Enterprise Institute für politische Forschung in Washington tätig, wo Richard Perle sein Mentor war.
Als Direktor der New Atlantic Initiative, einem Interessenverbund internationaler Institute, Politiker, Wirtschaftsleute und Journalisten hatte Gedmin enge Kontakte etwa zu Henry Kissinger, Margaret Thatcher, Donald Rumsfeld, Madeleine Albright, Benjamin Netanjahu oder Václav Havel. Als Leiter des Aspen-Instituts in Berlin setzte er sich zum Ziel, den seiner Meinung nach grassierenden Anti-Amerikanismus in Deutschland zu bekämpfen. Dabei vertrat er häufig sehr umstrittene Positionen, wie etwa in seiner Welt-Kolumne „Warum ich die EU für einen Irrtum halte“ oder zum Internationalen Strafgerichtshof (Europa ist scheinheilig und selbstgerecht. Der Strafgerichtshof wird politisch missbraucht werden – wie andere UN-Gremien auch). Gedmin verfügte über gute Kontakte zur US-Regierung George H. W. Bushs.

## Leben
Jeffrey Gedmin wurde am 13. Mai 1958 in Washington, D.C. geboren. Er besuchte die Highschool und begann anschließend ein Studium der Musik und der Sprache. 1977 studierte Gedmin am Dolmetscher-Institut in München. Anschließend absolvierte er ein akademisches Überseejahr an der Universität Salzburg.
1980 bestand Gedmin die Prüfung zum Bachelor of Arts (Hauptfach: Musik) an der American University in Washington D.C. Von 1981 bis 1988 arbeitete Gedmin als Highschool-Lehrer. Gleichzeitig besteht er 1982 die Prüfung zum Master of Arts. Außerdem studierte Gedmin 1984 und 1985 ein Sommersemester an der Friedrich-Schiller-Universität Jena, beziehungsweise an der Pädagogischen Hochschule Erfurt.
1986 legte Gedmin an der Johns Hopkins School of Advanced Studies (SAIS) sein Abschlussdiplom ab.
Er arbeitete von 1988 bis 1997 als Politologe am American Enterprise Institute und promovierte 1990 an der Georgetown University in Washington, D.C. Seine Doktorarbeit befasst sich mit German Area Studies.
Von 2001 bis 2007 war Gedmin Direktor des Aspen-Institute in Berlin (Wannseeinsel Schwanenwerder) und schreibt Kolumnen für Die Welt und American Spectator. Außerdem ist er häufiger Gast im Fernsehen. Gedmin hält Vorträge zu den Themen wie atlantische Sicherheit und wirtschaftliche und politische Kooperation.
Anschließend hat Jeffrey Gedmin als CEO Radio Free Europe/Radio Liberty in Prag geleitet.
Am 11. Januar 2011 wurde Gedmins Einstellung als CEO des Legatum Institute, einer Denkfabrik in London bekanntgegeben.

## Tätigkeiten und Werk
Gedmin fungiert als Mitinitiator verschiedener Unterschriftenaktionen, die zum Beispiel den Krieg im Irak forderten und als notwendig beschrieben. Die Unterzeichner rekrutieren sich aus politischer Prominenz wie Condoleezza Rice, Dick Cheney und Paul Wolfowitz.
In seinen Kolumnen (Die Welt/American Spectator) rezensiert Gedmin das politische Klima und das politische Geschehen zwischen den USA und Europa. Das politische Handeln der US-amerikanischen Regierung unter George W. Bush wird dargestellt und tendenziell positiv bewertet. Die Beziehungen der USA zu Europa werden aus einem US-amerikanischen und neokonservativen Blickwinkel dargestellt.